# Krila (1927.)
Krila, (engl. Wings) američki je nijemi film snimljen 1927. To je film koji je dobio nagradu Oscar za najbolji film na prvoj dodjeli nagrada Američke filmske akademije održanoj 16. svibnja 1929.g. u Hollywood Roosevelt hotelu.
Film je Kongresna knjižnica u Washingtonu proglasila kulturno značajnim za SAD-e i odabran je za čuvanje u Nacionalnoj kinoteci Sjedinjenih Američkih Država.

## Filmska ekipa
Režija: William A. Wellman
Glume: Clara Bow (Mary Preston), Charles 'Buddy' Rogers (Jack Powell), Gary Cooper (Kadet White), Richard Arlen (David Armstrong), Jobyna Ralston (Sylvia Lewis) i drugi.

## Radnja
Godina je 1917. Jack Powell (Charles 'Buddy' Rogers) je mladić koji voli automobile. U njega je duboko zaljubljena Mary Preston (Clara Bow), susjeda na koju on ne obraća pažnju. Jack voli Sylviu Lewis (Jobyna Ralston), ali ona je zaljubljena u bogatog Davida Armstronga (Richard Arlen). SAD ulazi u Prvi svjetski rat i Jack i David pristupaju američkim zračnim snagama. Mary pristupa ženskoj motoriziranoj jedinici kako bi bila što bliže Jacku. Početna netrpeljivost između dva mladića postupno prelazi u prijateljstvo dok se zajedno bore protiv Nijemaca na nebu iznad Francuske. Međutim vrijeme je rata i tragedija se sprema između dva prijatelja.

## Osvojene nagrade Oscar
- Oscar za najbolje inženjerske efekte Roy Pomeroy  (nagrada u ovoj kategoriji ukinuta je odmah nakon prve dodjele)
- Oscar za najbolji film, produkcija

## Vanjske poveznice
- Wings u internetskoj bazi filmova IMDb-a
- Nijemi filmovi
- Rotten-tomatoes.com